# Église de l'Espinoux
Pour les articles homonymes, voir Église Saint-Julien-et-Sainte-Basilisse.
L'église de l'Espinoux est une église en ruines située à Plavilla, en France.

## Localisation
Elle se trouve dans le hameau de l'Espinoux, situé au sud de la commune de Plavilla, dans le département français de l'Aude.

## Historique
Cette église romane aujourd’hui en partie en ruines, était dans le temps desservie par le curé de Plavilla. En 1697, cette église était dédiée à saint Julien et à sainte Basilisse. Les hameaux de Berdoulet et Gibert y étaient rattachés. Lors de la fermeture de cet édifice, la cloche fut récupérée et mise en place à l’église de Plavilla.
L'édifice est inscrit au titre des monuments historiques en 1948.